# Зрителна тръба
Зрителната тръба е една от основните части на геодезическите инструменти. Чрез нея се извършва насочването им към отделните обекти. Поради отдалечеността на точките зрителната тръба трябва да бъде с определено увеличение.
Най-често се използва кеплерова астрономическа тръба, с която се получава увеличен и обърнат образ, като позволява и фокусиране. Обективът трябва да е съставен от единично вдлъбната леща. Пред нея се поставя двойноизпъкнала леща, която трябва да отстрани сферичната аберация.